# Raúl Díaz Arce
Pour les articles homonymes, voir Arce.
Raúl Díaz Arce est un footballeur international salvadorien né le 1er février 1970 à San Miguel (Salvador). Il est le détenteur du record du nombre de buts en équipe nationale du Salvador avec trente-neuf buts en soixante-huit rencontres.

## Biographie
Diaz Arce a joué pour l'équipe de deuxième division salvadorienne Dragón de 1988 à 1991, puis a été transféré jusqu'au club de première division salvadorienne du CD Luis Angel Firpo où il a joué de 1991 à 1996, marquant un total de 150 buts durant cette période, y compris 25 au cours de la saison 1995-96. 
En 1996, Diaz Arce a signé avec la MLS, et il fut choisi par D.C. United en dixième position globale pour le draft d'ouverture de saison de la MLS. Il s'est rapidement révélé comme un buteur dangereux dans cette ligue, marquant 23 buts pour sa première saison avec D.C. United, finissant second buteur de la ligue derrière Roy Lassiter, avec cette statistique il est toujours le cinquième meilleur buteur en une saison de l'histoire de MLS. Diaz Arce a continué à briller au cours de sa deuxième saison, enregistrant 15 buts, et aidant D.C. United à gagner leur deuxième titre consécutif de champion de MLS. 
Des différents concernant son salaire, et les conflits rapportés entre Diaz Arce et Marco Etcheverry ont poussé D.C. United à transférer à New England Revolution ce buteur des plus prolifiques de la ligue au cours de l'intersaison de 1997. Diaz Arce a continué à exceller en Nouvelle Angleterre, marquant 18 buts et 8 passes décisives pour sa nouvelle équipe. 
Néanmoins, Diaz Arce a été à nouveau transféré, et joua par la suite pour Tampa Bay Mutiny, San Jose Clash et aussi bien que brièvement pour les MetroStars, enregistrant 13 buts et 7 passes décisives au cours de la saison 1999. 
Diaz Arce continua à changer de club en 2000, jouant à nouveau pour Tampa Bay Mutiny et D.C. United, et marqua 9 buts, le plus faible total annuel de sa carrière. 
Diaz Arce continua à décliner en 2001, jouant seulement brièvement pour D.C. United avant d'être encore transféré vers Colorado Rapids, avec qui il finissait sa carrière dans MLS. 
Diaz Arce quitta la MLS en tant que second meilleur buteur de tous les temps avec 82 réalisation uniquement derrière Roy Lassiter, bien que depuis il soit tombé au troisième rang puisque Jason Kreis les a supplantés toutes les deux. 
Pour la saison 2002, Diaz Arce joua pour Charleston Battery équipe de A-Ligue, marquant 6 buts et 4 passes décisives en 1319 minutes. Il n'eut pas le succès que Charleston avait espéré, et quitta l'équipe à la fin de l'année. 
En 2004, Diaz Arce rejoignit les Puerto Rico Islanders et donna à l'équipe un coup de pouce significatif en marquant deux buts dans son premier match et un total de 7 en 1233 minutes contribuant à aider l'équipe à atteindre un niveau de respectabilité convenable.
Diaz Arce est actuellement un des entraîneurs de l'équipe des États-Unis moins de 17 ans.